# Traversate transatlantiche
Le traversate transatlantiche sono passaggi di persone e merci attraverso l'Oceano Atlantico tra l'America e l'Europa o l'Africa.

## Tramite mare

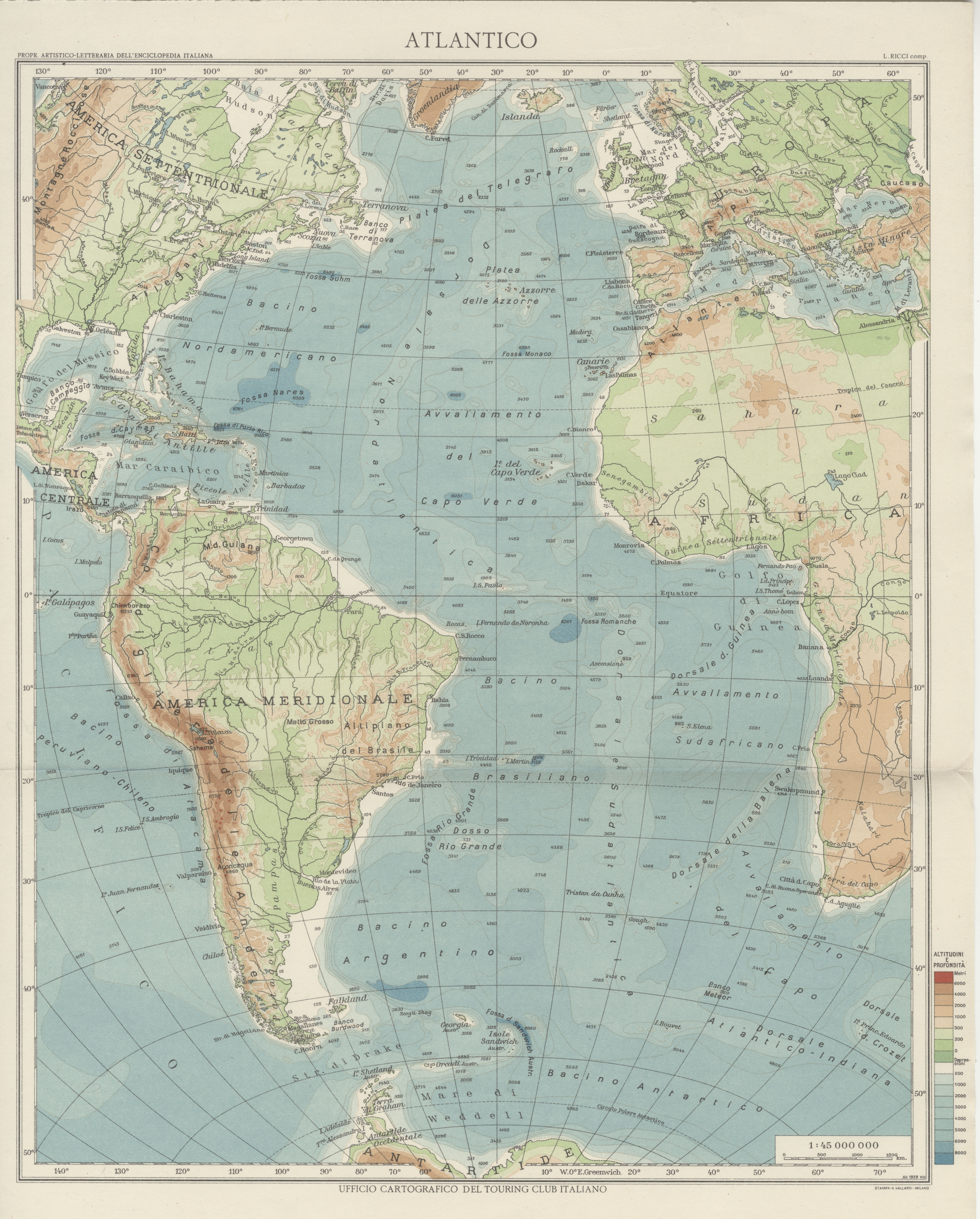
Carta geografica dell'Oceano Atlantico del 1929

Prima del XIX secolo le traversate transatlantiche avvenivano a bordo di velieri; il viaggio richiedeva tempo ed era spesso pericoloso. 
L'attraversamento dell'Atlantico divenne più rapido e sicuro con l'avvento del battello a vapore.
La SS Great Western della Great Western Steamship Company, con scafo in legno e ruota a pale, costruita nel 1838, è riconosciuta come la prima nave a vapore transatlantica appositamente costruita, su una corsa programmata andata e ritorno da Bristol a New York City.
In seguito grandi transatlantici iniziarono a compiere attraversate regolari dell'Atlantico. 
Con l'avvento dei transatlantici l'attraversamento dell'oceano divenne un simbolo di status e di potere sia delle nazioni che delle compagnie che li producevano. 
Le compagnie navali iniziarono quindi a progettare imbarcazioni via via più larghe, veloci e lussuose.
Stati Uniti, Inghilterra, Germania ed Italia costruirono i transatlantici oggi più conosciuti e celebrati.
Celebri erano il Lusitania, il Mauretania, l'Olympic, il Rex, lo SS United States, l'Andrea Doria, l'RMS Queen Mary, il Normandie, il Queen Elizabeth, lo SS France, il Queen Elizabeth 2 ed il Queen Mary 2.
Venne istituito un premio, denominato Nastro Azzurro, quale riconoscimento per il più veloce attraversamento dell'atlantico da parte di un transatlantico.
L'attuale record appartiene allo SS United States che lo ha ottenuto nel luglio del 1952 percorrendo il percorso in direzione est: La nave realizzò l'attraversamento in un tempo di 3 giorni, 10 ore e 40 minuti.

## Voli transatlantici
I voli transatlantici superarono i viaggi a bordo dei transatlantici come modo predominante di attraversare l'atlantico nella metà del ventesimo secolo.
Nel 1919 il Curtiss NC-4 divenne il primo aeroplano ad attraversare l'Atlantico seppur con più scali.
Appena un anno dopo l'aereo inglese Vickers Vimy pilotato da Alcock e Brown fece il primo volo transatlantico senza scali da Terranova all'Irlanda.
Sempre nel 1919 gli inglesi furono i primi ad attraversare l'Atlantico a bordo di un dirigibile quando l'R33 capitanato dal maggiore George Herbert Scott della Royal Air Force assieme al suo equipaggio ed ai passeggeri volarono da East Fortune in Scozia a Mineola, Long Island coprendo una distanza di 3000 miglia in circa quattro giorni e mezzo. Giunti a destinazione ritornarono in Inghilterra completando così il primo viaggio di andata e ritorno attraverso l'atlantico (in direzione est-ovest-est). Nel 1926 un idrovolante spagnolo, il Plus Ultra, compì la prima traversata transatlantica tra la Spagna e il Sud America partendo da Palos de la Frontera fino a Buenos Aires.
Nel 1927 Charles Lindbergh fece il primo volo transatlantico non-stop in solitario volando tra New York e Parigi.
La seconda traversata in solitario e la prima a trasportare un passaggero fu ad opera di Clarence Chamberlin ed avvenne il 6 giugno del 1927.
Edward Robert Armstrong propose la creazione di una serie di porti ancorati al fondo marino da utilizzarsi per rifornire gli aeroplani durante la traversata oceanica.
Il primo tentativo concreto di creare un nuovo mercato per i passeggeri che volevano attraversare l'Atlantico in modo diverso dalla traversata a bordo di un transatlantico fu ad opera della Germania.
Negli anni trenta la Germania attraversava l'atlantico utilizzando dirigibili Zeppelin che potevano trasportare circa 60 passeggeri in un modo lussuoso simile a quello presente a bordo di un transatlantico. Il disastro di Hindenburg nel 1937 mise tuttavia fine ai voli degli Zeppelin.
Il primo giugno del 1944 due dirigibili flosci K-Class dello squadrone Blimp Z-14 della Marina militare statunitense (USN) completarono il primo attraversamento a bordo di un dirigibile a struttura floscia e non rigida come invece era lo Zeppelin.
I due dirigibili K-123 e K-130 lasciarono la Naval Air Station di sud Weymouth in Massachusetts il 28 maggio del 1944 ed atterrarono dopo circa 16 ore nella Naval Station Argentia, oggi provincia canadese Terranova e Labrador. Da Argentia raggiunsero dopo 22 ore la base aerea Lajes Field nelle Azzorre ed infine dopo altre 20 ore raggiunsero la base aerea a Kenitra nel Marocco francese
All'inizio degli anni '50 la predominanza dei grandi transatlantici iniziò a svanire quando aeroplani di dimensioni sempre maggiori iniziarono a trasportare passeggeri attraverso l'oceano in un tempo sempre più breve. La velocità di attraversamento divenne così più importante rispetto allo stile della traversata. Negli anni '70 il Concorde permetteva di attraversare l'atlantico in un tempo inferiore alle quattro ore e un solo transatlantico, il Queen Elizabeth 2, percorreva la rotta transatlantica per i passeggeri che ancora preferivano questo lento modo di viaggiare.

## Cavi transatlantici
I cavi transatlantici sono cavi posati lungo il pavimento oceanico in modo da connettere il Nord America e l'Europa.
Prima dell'avvento della radio l'unico modo in cui si poteva comunicare attraverso l'atlantico era quello di collegare fisicamente i continenti attraverso un cavo telegrafico sottomarino il primo dei quali fu installato nel 1858 tra l'isola irlandese Valentia Island e la città di Heart's Content, Terranova. Il primo cavo transatlantico telefonico, denominato TAT-1, venne installato nel 1955, il primo cavo transatlantico a fibra ottica nel 1988.
Il tasso di cambio tra le valute dollaro e sterlina britannica è ancora chiamato in modo informale "cable" perché uno dei primi utilizzi del cavo transatlantico era proprio nel settore finanziario.

## Radiocomunicazioni transatlantiche
La prima comunicazione transatlantica via radio avvenne il 12 dicembre 1901 grazie a Guglielmo Marconi. 
Marconi utilizzando una stazione ricevente posta su una collina denominata Signal Hill nella città di Saint John's Terranova e Labrador (Canada) ricevette un segnale in codice Morse che rappresentava la lettera S trasmessa da Poldhu in Cornovaglia.
I radioamatori sono solitamente accreditati della scoperta della comunicazione transatlantica nelle bande delle onde corte. La prima comunicazione bidirezionale transatlantica in onde corte avvenne da parte dei radioamatori nel novembre del 1923 sui 110 metri.
Il Telstar fu il primo satellite per la comunicazione ad offrire un servizio commerciale di comunicazione. Venne lanciato il 10 luglio 1962. Le comunicazioni tramite satellite incrementarono in modo enorme la velocità e la qualità delle comunicazioni transatlantiche. Tuttavia cavi sottomarini in fibra ottica hanno trasportato la grande maggioranza del traffico transatlantico fino agli inizi degli anni '90.

## Tunnel transatlantico
Un tunnel transatlantico è un ipotetico tunnel che dovrebbe attraversare l'Oceano Atlantico unendo l'America del Nord e l'Europa.